# Fosi Bendeck
Fosi Bendeck (Yoro, Honduras, 1941 - Tegucigalpa, Honduras, 2006) fue un actor y director de cine hondureño de origen Palestino.

## Biografía
Realizó estudios de actuación y dirección en Roma, Italia, entre 1957 y 1960. Al año siguiente viajó a la ciudad de Nueva York, especializándose en actuación. Luego recibió cursos de producción y televisión en México, entre 1962 y 1963. Regreso a Honduras en 1963. 
Por más de 20 años se dedicó a la docencia en la Escuela de Periodismo de la Universidad Nacional Autónoma de Honduras, y a luchar por consolidar una cinematografía nacional. Es considerado uno de los precursores del cine en su país y fue un reconocido representante del cine nacional en el extranjero.
En 1966 actuó en la cinta No hay tierra sin dueño, del director Sammy Kafati. En 1976 participó en Utopía o El cuerpo repartido y el mundo al reves de Raúl Ruiz
En 1979 estrenó El reyecito (también llamada El mero mero), considerada una de las primeras obras cinematográficas de Honduras. La película participó en varios festivales del cine latinoamericano. Bendeck fue el guionista, director, productor y actor de la película.
Fosi Bendeck recibió varios premios y reconocimientos, incluyendo 'El mejor Maestro del año' de la Universidad Nacional de Honduras, y el reconocimiento del Ministerio de Cultura y deporte de Honduras, entre otros.